# Proenderleinellus calva
Proenderleinellus calva är en insektsart som först beskrevs av James Waterston 1917.  Proenderleinellus calva ingår i släktet Proenderleinellus och familjen ledlöss. Inga underarter finns listade i Catalogue of Life.